# 日中韓首脳会談

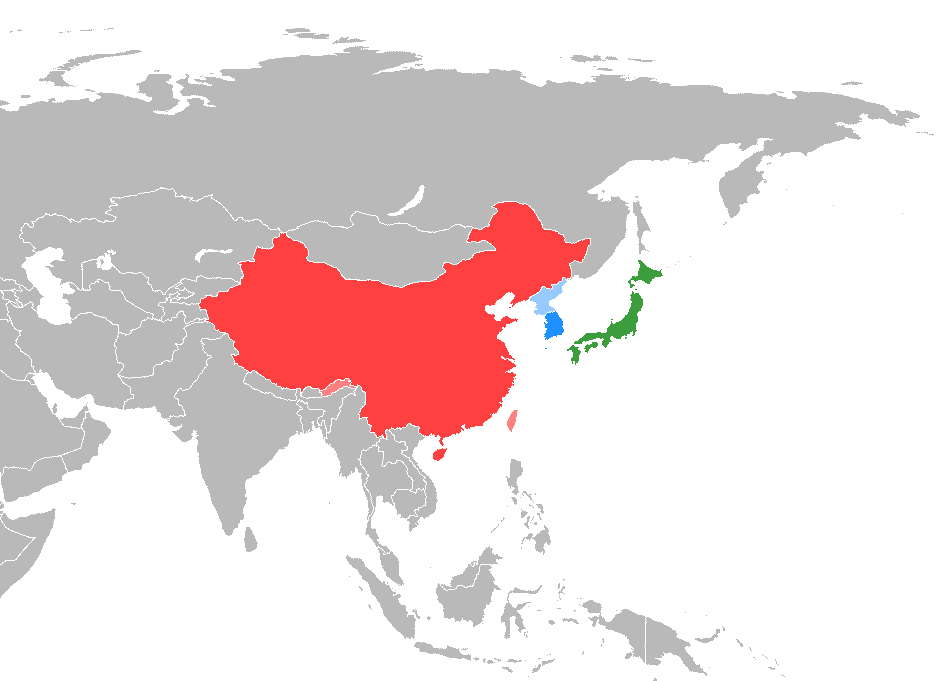
日中韓三国

日中韓首脳会談（にっちゅうかんしゅのうかいだん）は、日本国、中華人民共和国、大韓民国の3カ国の首脳による国際会談（首脳会談）。

## 日中韓サミット
日中韓3か国が、持ち回りで開催する。アジア通貨危機を機に1997年から始まった「ASEAN+3」（東南アジア諸国連合の枠組みで開かれた日中韓首脳会議）より独立する形で2008年から始まった。首脳会談以外にも、3カ国の外相や各閣僚の会合も開催される（開催地が首脳会談とは異なる場合あり）。
2008年は、7月には原油価格が1バレルあたり147.27ドルの史上最高値まで高騰し、8月には北京オリンピックが開催され、翌年からBRICSの一角である中国が日本を抜いて世界第2位の経済大国になると見られていた時期であり、9月15日にリーマン・ショックが発生して世界金融危機が深刻化した年である。当時の日本の麻生太郎首相は「日中韓の経済はドイツ・イギリス・フランスの合計も上回る」として中韓との経済協力強化を打ち出し、第1回のサミットは麻生首相の地元であり、中韓からも近い福岡県太宰府市の九州国立博物館で開催された。「三国間パートナーシップに関する共同声明」 と3カ国の協力を具体化した「日中韓行動計画」 を発表した他、「国際金融及び経済に関する共同声明」で3カ国スワップ取極拡大合意などが歓迎されてチェンマイ・イニシアティブの強化で一致した。
2009年の第2回サミットで三国協力事務局の設置が合意される。
2011年は、3月11日に発生した東北地方太平洋沖地震（東日本大震災）の被災地の宮城県・仙台空港に5月11日、温首相と李大統領が相次いで降り立ち、同空港がある名取市の閖上地区を別々に訪問した後、福島県福島市に移動して菅首相と合流。3人で同市内の避難所を訪問した。その後、3人は東京に移動し、翌5月22日に第4回サミットが迎賓館で開催された。
2012年5月の第5回サミットでは日中韓投資協定が署名される。同年8月に李明博竹島上陸や韓国による天皇謝罪要求が起こり、さらに同年9月の尖閣諸島国有化を巡って発生した中国における反日デモの影響などにより、暫く当サミットは開催されていなかった。
2015年11月の第6回サミットで、日中韓自由貿易協定（日中韓FTA）と東アジア地域包括的経済連携（RCEP）の交渉妥結を目指すことや2018年平昌オリンピック・2020年東京オリンピック・2022年北京オリンピックに向けた3カ国のスポーツ交流強化や北朝鮮核問題での連携などを掲げた「北東アジアの平和と協力のための共同宣言」が採択される。
2018年5月に、第7回サミットは東京の迎賓館で開催され、オリンピック・パラリンピックに始まるスポーツ交流の継続や北朝鮮核問題と経済での引き続きの協力などで一致するも、その後の個別の首脳会談で日中が複数の合意文書を交わしたのに対して日韓では具体的な成果がなかった。
2019年12月に、第8回サミットと日中韓ビジネスサミットが成都で開催され、日本の安倍晋三首相は成都とゆかりがある三国志を引き合いに「新しい三国時代」を呼びかけた。
2024年5月に、第9回サミットがソウルで開催され、6つの主要分野（人的交流、気候変動への対応等を通じた持続可能な開発、経済協力と貿易、公衆衛生と高齢化社会、科学技術協力とデジタル・トランスフォーメーション、災害救援と安全）の協力を推進、日中韓自由貿易協定の実現に向け、交渉を加速していくための議論を続けるなどとした共同宣言を採択した。

## 各国首脳（2025年現在）

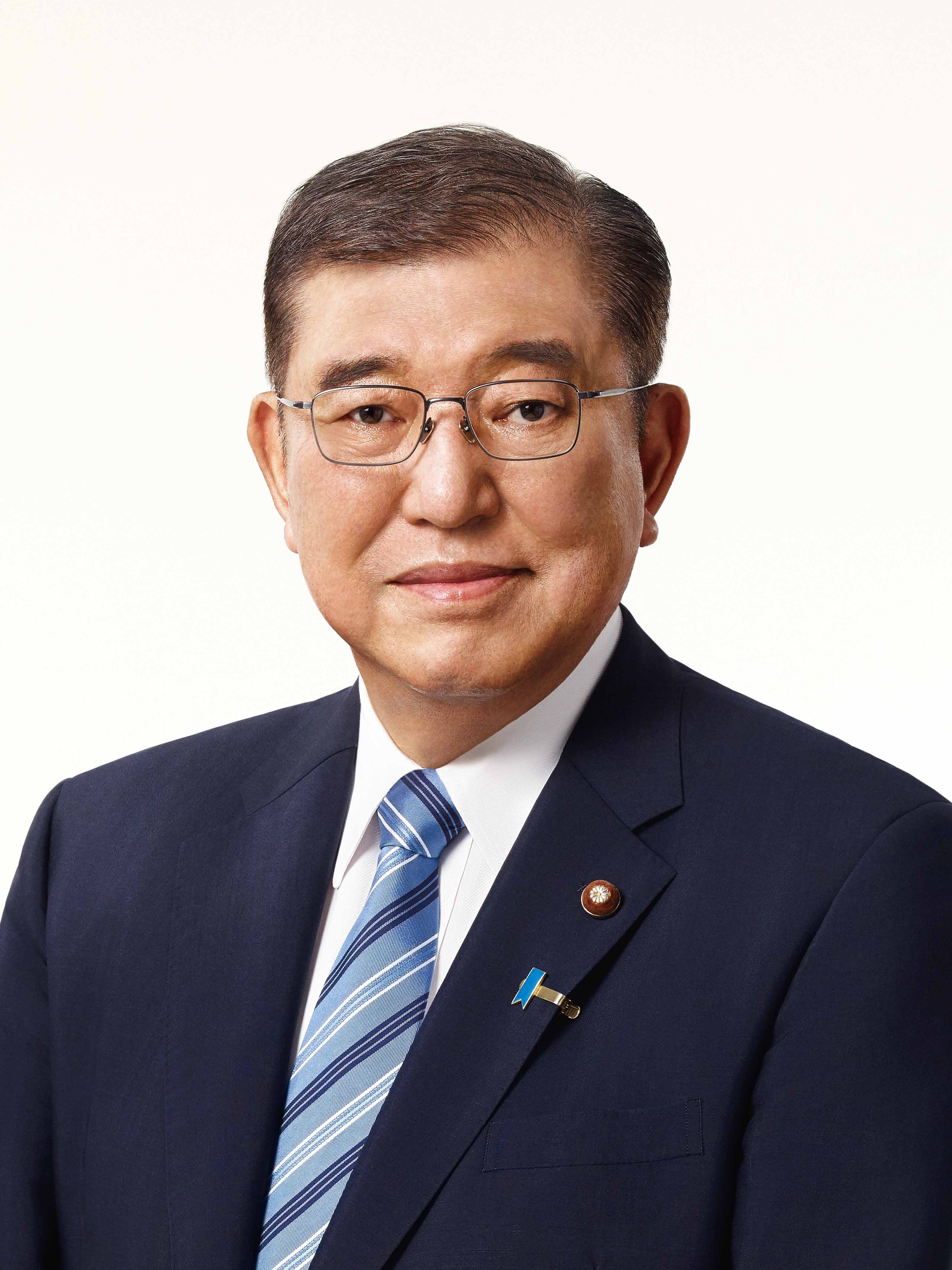
日本 石破茂（内閣総理大臣）
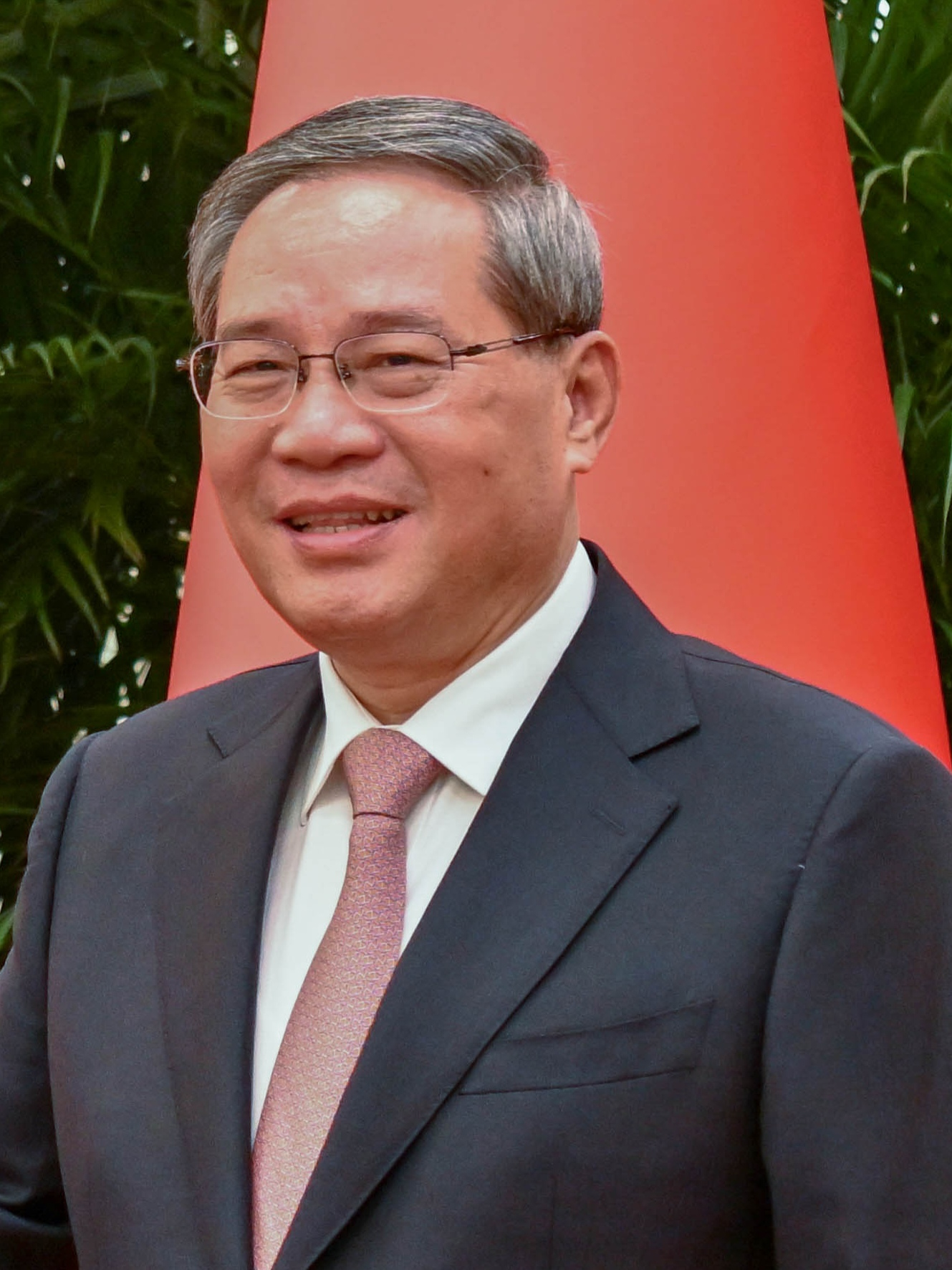
中国 李強（国務院総理）
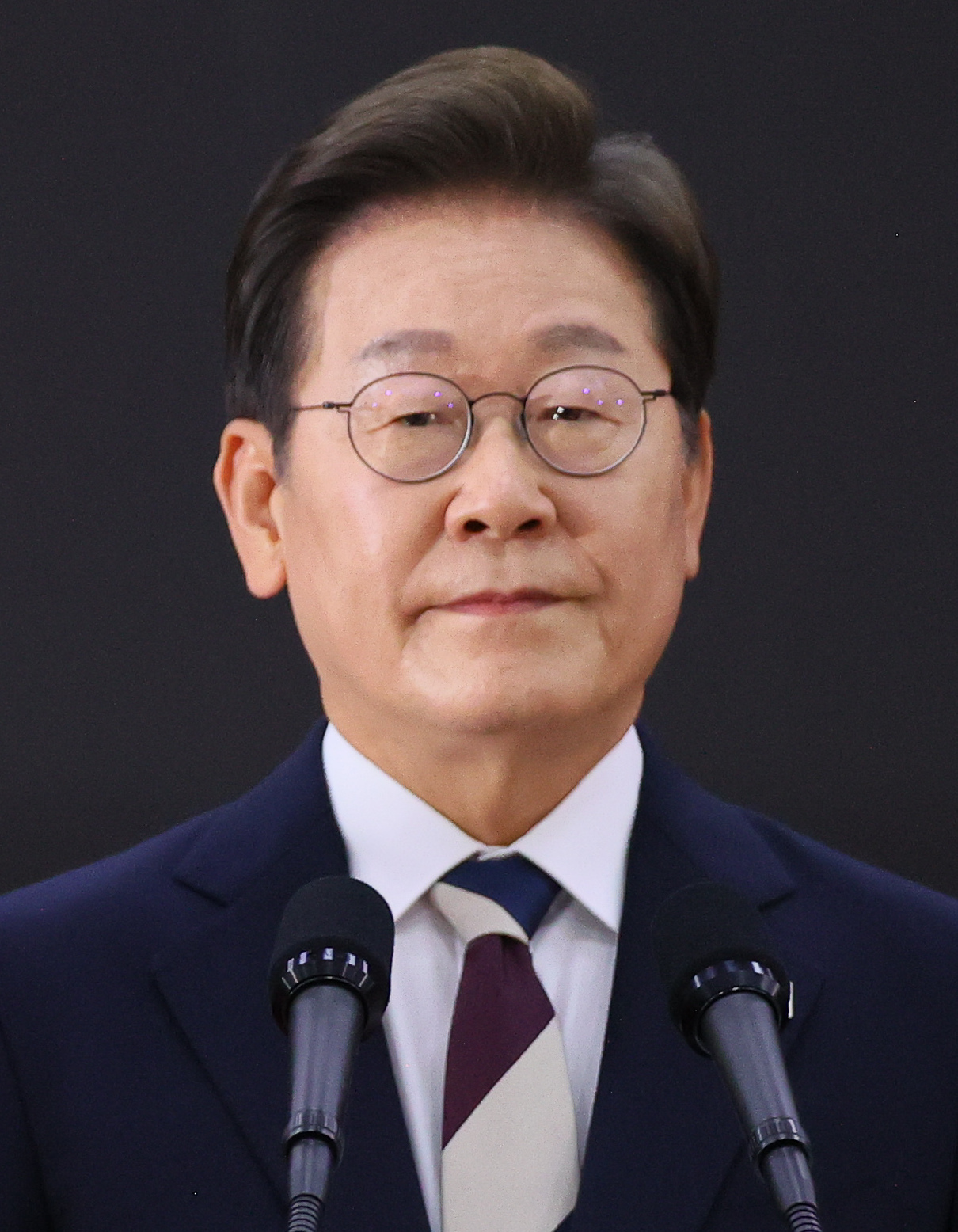
韓国 李在明（大統領）

## 各国首脳会談（2024年現在）
| 回 | 開催年月日          | 開催国 | 開催地         | 出席した首脳 | 出席した首脳 | 出席した首脳 | 典拠   |
| 回 | 開催年月日          | 開催国 | 開催地         | 総理大臣     | 総理         | 大統領       | 典拠   |
| -- | ------------------- | ------ | -------------- | ------------ | ------------ | ------------ | ------ |
| 1  | 2008年12月13日      | 日本   | 太宰府市       | 麻生太郎     | 温家宝       | 李明博       | [ 14 ] |
| 2  | 2009年10月10日      | 中国   | 北京市         | 鳩山由紀夫   | 温家宝       | 李明博       | [ 15 ] |
| 3  | 2010年5月29日・30日 | 韓国   | 済州特別自治道 | 鳩山由紀夫   | 温家宝       | 李明博       | [ 16 ] |
| 4  | 2011年5月22日       | 日本   | 東京都         | 菅直人       | 温家宝       | 李明博       | [ 17 ] |
| 5  | 2012年5月13日       | 中国   | 北京市         | 野田佳彦     | 温家宝       | 李明博       | [ 18 ] |
| 6  | 2015年11月1日       | 韓国   | ソウル特別市   | 安倍晋三     | 李克強       | 朴槿惠       | [ 19 ] |
| 7  | 2018年5月9日        | 日本   | 東京都         | 安倍晋三     | 李克強       | 文在寅       | [ 20 ] |
| 8  | 2019年12月24日      | 中国   | 成都市         | 安倍晋三     | 李克強       | 文在寅       | [ 21 ] |
| 9  | 2024年5月27日       | 韓国   | ソウル特別市   | 岸田文雄     | 李強         | 尹錫悦       | [ 10 ] |

- 太字は議長国の首脳。

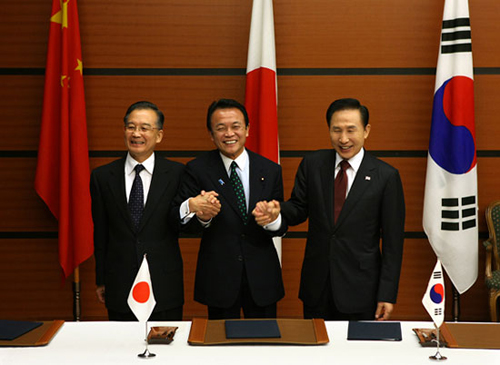
2008年
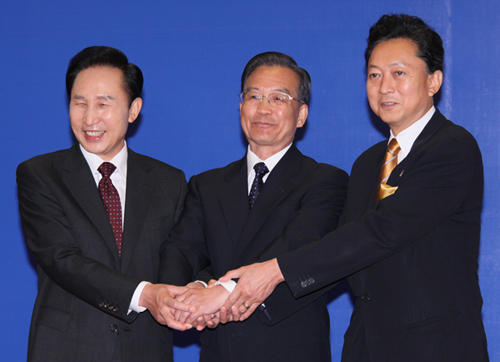
2009年
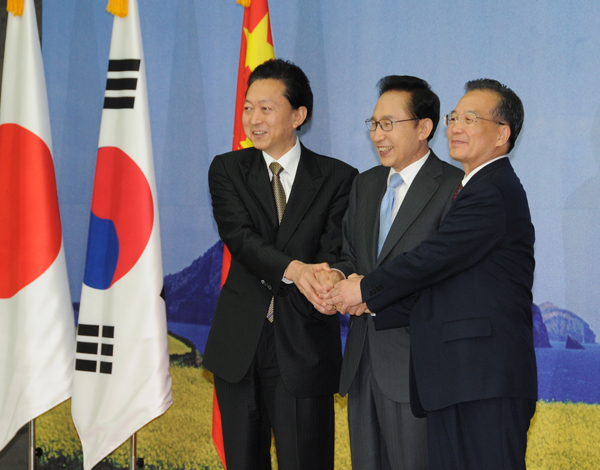
2010年
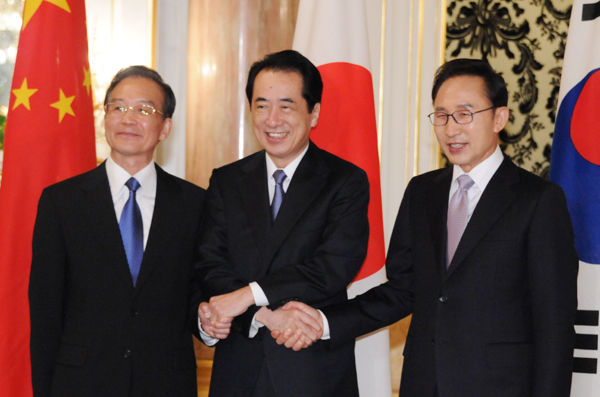
2011年
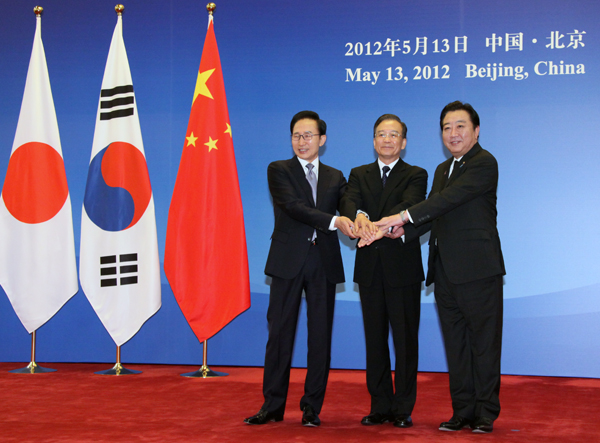
2012年
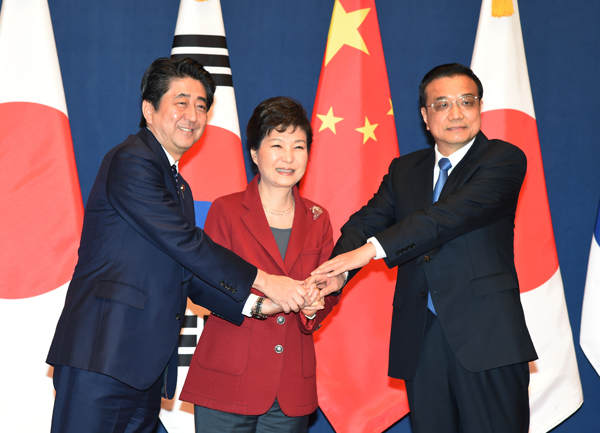
2015年
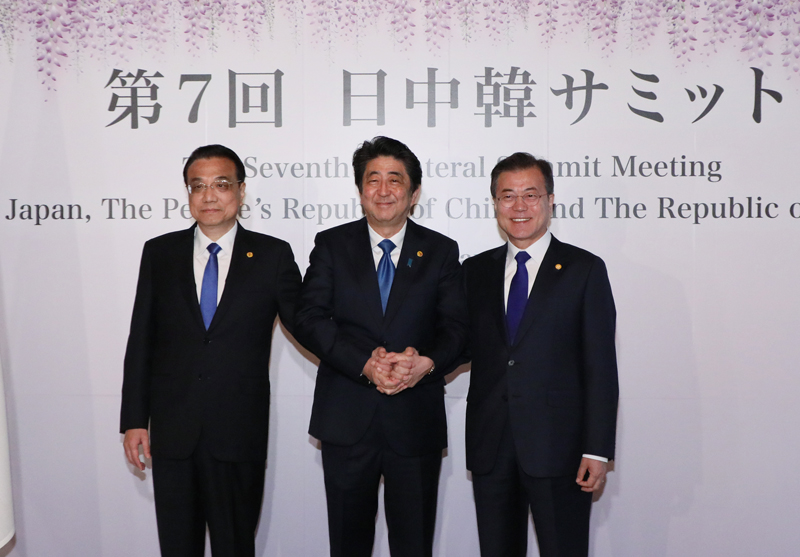
2018年
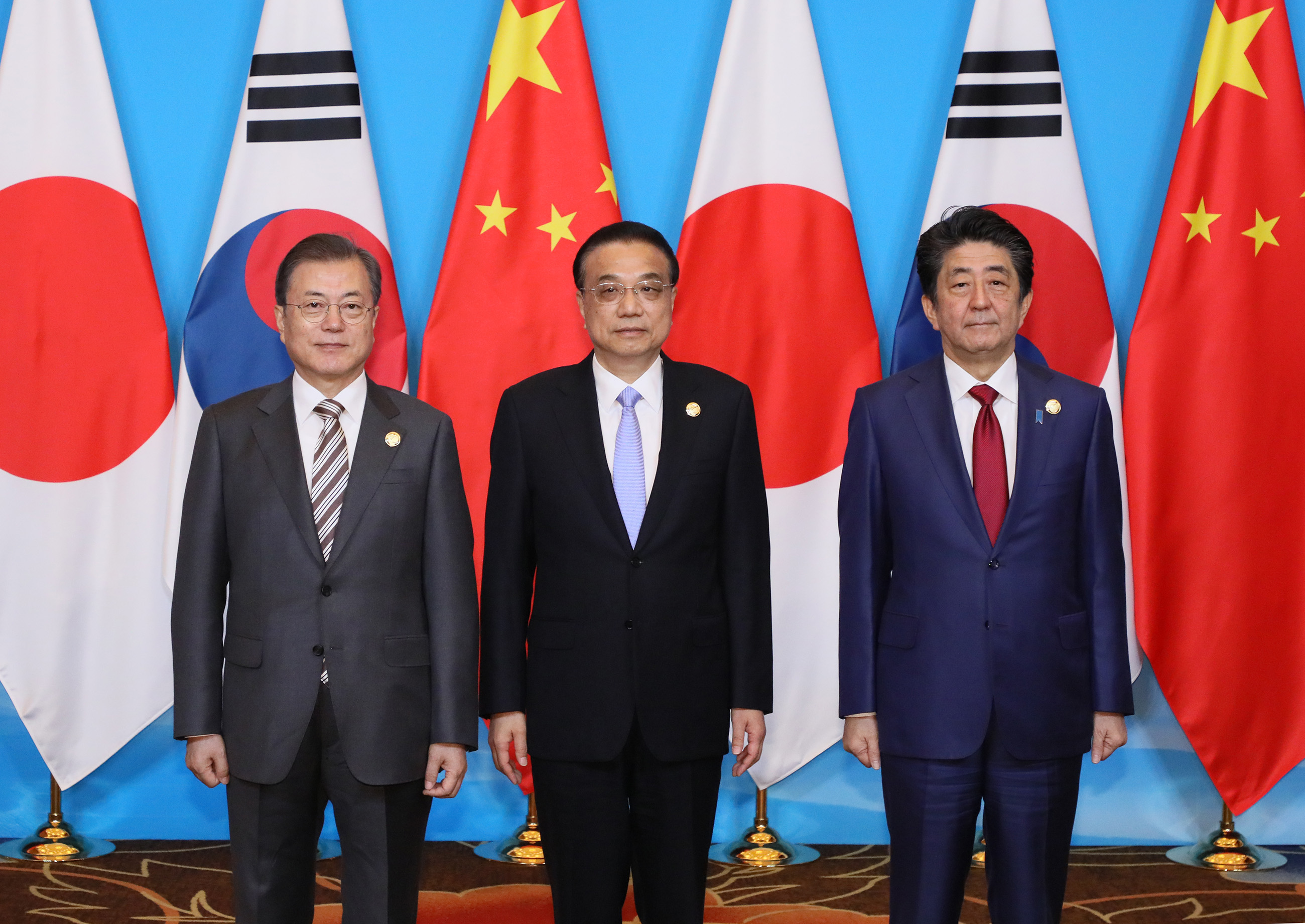
2019年
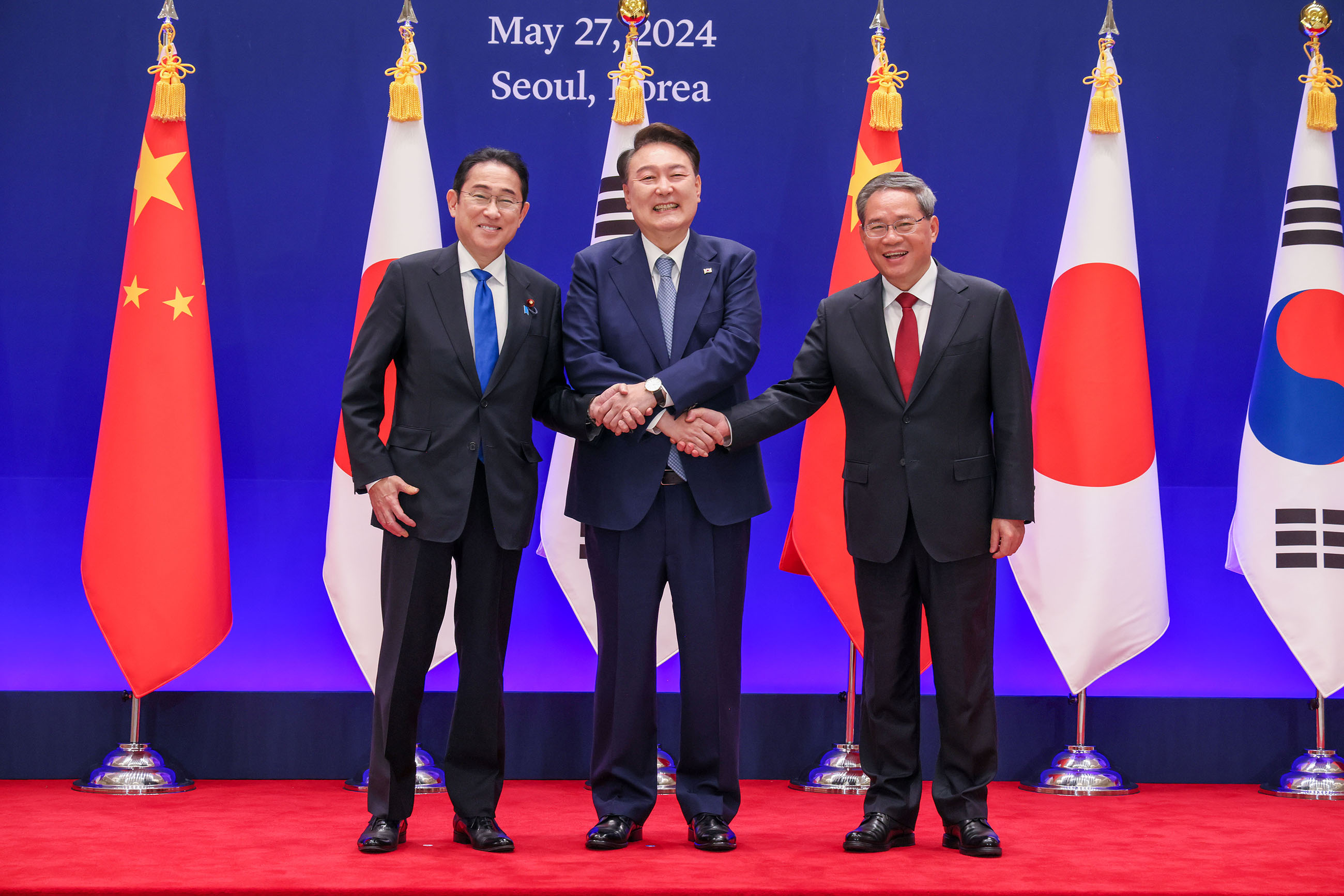
2024年

## 国家情報
| 国家 | 面積 (2017) km² | 人口 (2017)   | 人口密度 (2017) | 人間開発指数 (2016) | 首都   | 最大都市 | 2位都市 |
| ---- | --------------- | ------------- | --------------- | ------------------- | ------ | -------- | ------- |
| 日本 | 377,915         | 126,451,398   | 334.61          | 0.903 (17位)        | 東京   | 東京     | 大阪    |
| 中国 | 9,596,960       | 1,379,302,771 | 143.7           | 0.738 (90位)        | 北京   | 上海     | 北京    |
| 韓国 | 99,720          | 51,181,299    | 513.2           | 0.901 (18位)        | ソウル | ソウル   | 釜山    |

| 国家 | GDP (名目) 百万ドル (2017) | GDP (PPP) 百万ドル (2017) | 1人当GDP (名目) ドル (2017) | 1人当GDP (PPP) ドル (2017) | 輸出規模 百万ドル (2013) | 収入規模 百万ドル (2013) | 貿易規模 百万ドル (2013) |
| ---- | -------------------------- | ------------------------- | --------------------------- | -------------------------- | ------------------------ | ------------------------ | ------------------------ |
| 日本 | 4,884,000                  | 5,405,000                 | 38,623                      | 42,743                     | 697,000                  | 766,600                  | 1,463,600                |
| 中国 | 11,940,000                 | 23,120,000                | 8,656                       | 16,762                     | 2,210,000                | 1,950,000                | 4,160,000                |
| 韓国 | 1,530,000                  | 2,027,000                 | 29,893                      | 39,604                     | 557,300                  | 514,200                  | 1,073,900                |

| 国家 | 兵力      | 国防費 百万ドル (2013) | 国防費 (PPP) 百万ドル (2013) | 軍事力順位 GFP (2014) | 核保有国 NPT (2022) |
| ---- | --------- | ---------------------- | ---------------------------- | --------------------- | ------------------- |
| 日本 | 230,300   | 48,600                 | 46,000                       | 10位                  | ×                   |
| 中国 | 2,285,000 | 188,000                | 249,000                      | 3位                   | ○                   |
| 韓国 | 687,000   | 33,900                 | 44,200                       | 9位                   | ×                   |

| 国家 | フィッチ | ムーディース | S&P |
| ---- | -------- | ------------ | --- |
| 日本 | A+       | Aa3          | A+  |
| 中国 | A+       | Aa3          | AA- |
| 韓国 | AA-      | Aa3          | AA- |

| 国家 | G20 | G7 | P5 | G4 | UfC | OECD | DAC | BRICS | MIKTA | MNNA | APEC | EAS | APT | SCO |
| ---- | --- | -- | -- | -- | --- | ---- | --- | ----- | ----- | ---- | ---- | --- | --- | --- |
| 日本 | ○   | ○  | ×  | ○  | ○   | ○    | ○   | ×     | ×     | ○    | ○    | ○   | ○   | ×   |
| 中国 | ○   | ×  | ○  | ×  | ○   | ×    | ×   | ○     | ×     | ×    | ○    | ○   | ○   | ○   |
| 韓国 | ○   | ×  | ×  | ×  | ○   | ○    | ○   | ×     | ○     | ○    | ○    | ○   | ○   | ×   |